# 2-й Самотёчный переулок
Второ́й Самотёчный переу́лок — улица в центре Москвы в Тверском районе между Делегатской улицей и 4-м Самотёчным переулком.

## Происхождение названия
Все 4 Самотёчных переулка названы в конце XIX века по соседней Самотёчной улице.

## Описание
2-й Самотёчный переулок начинается от Делегатской улицы, проходит на северо-запад параллельно 1-му и заканчивается на 4-м Самотёчном. Переулок разделён домом 12 по 1-му Самотёчному на два изолированных участка.

## Примечательные здания
По нечётной стороне:
- № 7 — «Чрезвычайная страховая компания»;

По чётной стороне:
- № 4 — Национальное музыкальное издательство; школа искусств певицы МакSим (2015-2017).

## См.также
- Самотёчная улица
- Самотёчная площадь
- 1-й Самотёчный переулок
- 3-й Самотёчный переулок
- 4-й Самотёчный переулок